# Ultrafiltration
L'ultrafiltration (UF) est une méthode de séparation membranaire, qui ne se distingue de la microfiltration ou de la nanofiltration que par la taille des particules en suspension ou en solution qui peuvent passer à travers. Pour l'ultrafiltration cette taille est entre 1 et 100 nanomètres (nm) ; cette taille est trop petite pour les bactéries, levures et la plupart des virus. En pratique, l'ultrafiltration est majoritairement utilisée pour séparer des matières dissoutes alors que la microfiltration est majoritairement utilisée pour séparer des particules en suspension.

## Technique
L'ultrafiltration est un procédé baro-membranaire : le transfert a lieu sous l’effet de la  pression. Cette pression transmembranaire (PTM) est entre 1 et 10 bar. Ces membranes sont alors dites « basses pressions ».
Le mécanisme de séparation est un tamisage : il résulte de la différence de taille entre les composants et celle des pores de la membrane, typiquement entre 2 et 50 nm (mésopores).

## En médecine
L'hémofiltration est une ultrafiltration du sang à travers la membrane d'un hémofiltre : le produit recueilli (l'ultrafiltrat) est rejeté avec les déchets qu'il contient, le volume perdu est compensé avec du plasma.

## Dans l'industrie agroalimentaire
L'ultrafiltration est utilisée dans l’industrie agroalimentaire pour purifier ou concentrer des solutions de macromolécules (103 - 106 Da) :
- Produits laitiers industriels : l'ultrafiltration permet d'extraire l'eau, et de retenir dans ce qui est destiné à devenir un fromage industriel des éléments qui, dans le procédé traditionnel, s'échappent dans le petit-lait. Il en résulte une réduction du temps d'égouttage du caillé et une meilleure valorisation du lait.
- Fruits transformés industriels : clarification de jus de fruit.

## En recherche fondamentale sur les protéines
L'ultrafiltration est utilisée dans la séparation et purification des protéines dans la recherche fondamentale ;

## Pour le traitement de l'eau

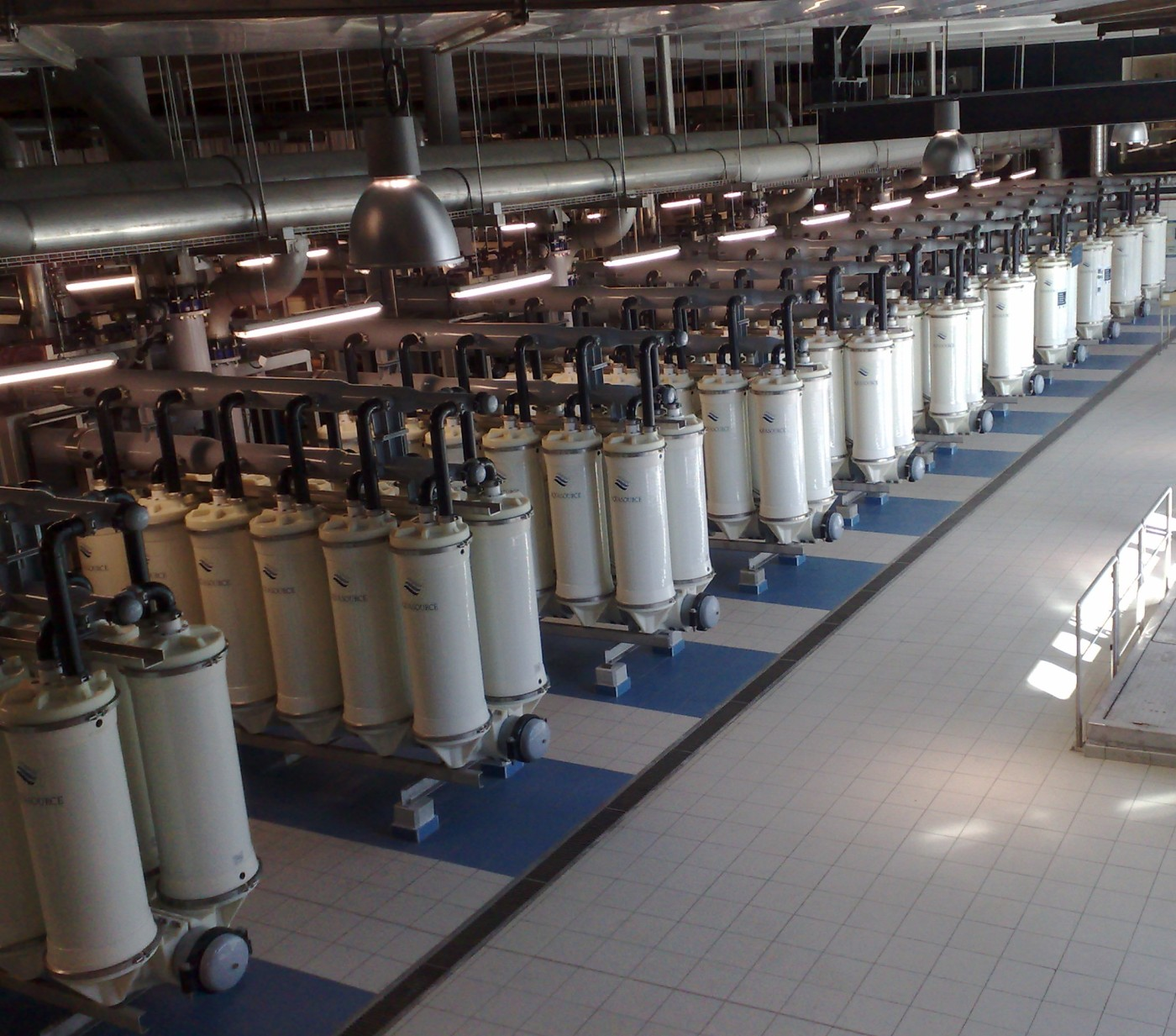
Unités d'ultrafiltration utilisées pour la potabilisation des eaux de surface

Procédé universel qui peut être installé seul ou intégré dans une chaîne de traitement plus complexe, l’ultrafiltration clarifie et désinfecte l’eau en une seule étape. Pour le traitement de gros volume, le maintien en bon état de l'ultrafiltre impose néanmoins plusieurs étapes préalables : dégraissage, dégrillage, décantation, etc.
- Production d'eau potable : En utilisant un seuil de filtration de l'ordre de 10 nm , tous les pollens, algues, parasites, bactéries, virus, germes et grosses molécules organiques sont stoppés. On obtient une eau clarifiée et désinfectée sans utilisation de produits chimiques. Cependant, si la consommation n'est pas immédiate, il reste nécessaire de traiter l'eau au chlore pour qu'elle reste potable.
- Traitement des eaux usées : l'ultrafiltration est utilisée en fin de chaîne comme clarificateur et sert donc à séparer les boues biologiques de l'effluent épuré.